# Male Pijace
Male Pijace (cyr. Мале Пијаце) – wieś w Serbii, w Wojwodinie, w okręgu północnobanackim, w gminie Kanjiža. W 2011 roku liczyła 1811 mieszkańców.